# Dzamyn Üüd (stacja kolejowa)
Dzamyn Üüd (mon. Замын-Үүд) – stacja kolejowa w miejscowości Dzamyn Üüd, w somonie Dzamyn Üüd, w ajmaku wschodniogobijskim, w Mongolii. Dzamyn Üüd jest jedną z trzech stacji granicznych na granicy z Chinami. Pozostałe to Gashuun Sukhait i Khangi.
Przy głównym budynku stacyjnym znajduje się 11 torów. Stacja posiada ponadto kilka bocznic. Na stacji odbywają się mongolskie odprawy graniczne. Stacją graniczną po stronie chińskiej jest Erenhot.

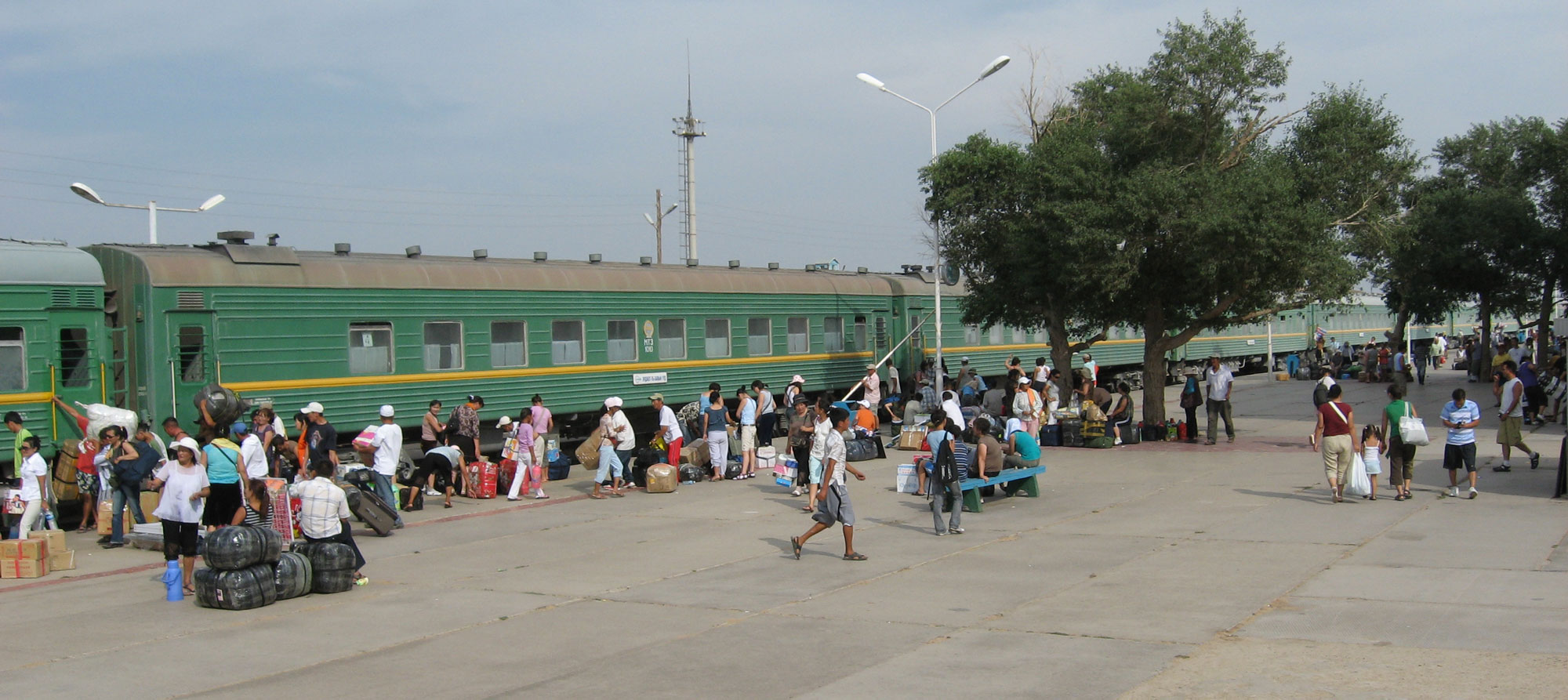
Peron

| Dzamyn Üüd                 |  |                                   |
| Linia Kolej Transmongolska |  |                                   |
| Ulaan Uul                  |  | Granica Państwa odległość: 4,5 km |